# 한국복지사이버대학
한국복지사이버대학(韓國福祉사이버大學, Corea Welfare Cyber College)은 경상북도 경산시에 소재한 대한민국의 사이버 전문대학이다.

## 연혁
2011년 3월 1일, 한국복지사이버대학이 개교하였다.

## 교육편제
한국복지사이버대학은 인문사회, 자연과학, 예체능 등 3개 계열을 자체적으로 설정하고 12개 학과를 설치하여 전문학사 학위 과정을 교수하고 있다.